# هال فینی
هارولد توماس فینی دوم (۴ مه ۱۹۵۶–۲۸ اوت ۲۰۱۴) توسعه دهنده شرکت PGP (Pretty Good Privacy) - حریم خصوصی خوب- بود و دومین توسعه دهنده استخدام شده پس از فیل زیمرمن بود. در اوایل کار خود، به عنوان توسعه دهنده اصلی چندین بازی کنسول به او اعتبار دادند. محل تحصیل وی موسسه فناوری کالیفرنیا بود و برای همکاری در ارائه مکانیزم اجماع اثبات کار شناخته شد. او همچنین یکی از مشارکت کنندگان اولیه بیت کوین بود و اولین معامله بیت کوین را از خالق بیت کوین ساتوشی ناکاموتو دریافت کرد.
هال فینی یک مهندس نرم افزار و یکی از اعضای اولیه Cypherpunks بود. فینی یکی از مدافعان برجسته رمزنگاری و حریم خصوصی دیجیتال بود. او برای شرکت PGP کار می کرد، جایی که برخی از اولین کدهای PGP را توسعه داد. او همچنین اولین ارسال مجدد ناشناس ، اولین سیستم نقدی دیجیتال مبتنی بر اثبات کار، RPOW (اثبات قابل استفاده مجدد از کار) را ساخت و اولین تراکنش بیت کوین ارسال شده توسط ساتوشی ناکاموتو را دریافت کرد. هال در سال 2014 بر اثر بیماری اسکلروز جانبی آمیوتروفیک (ALS) درگذشت و توسط بنیاد تمدید حیات الکور انجماد شد.